# Colégio Santo Antão

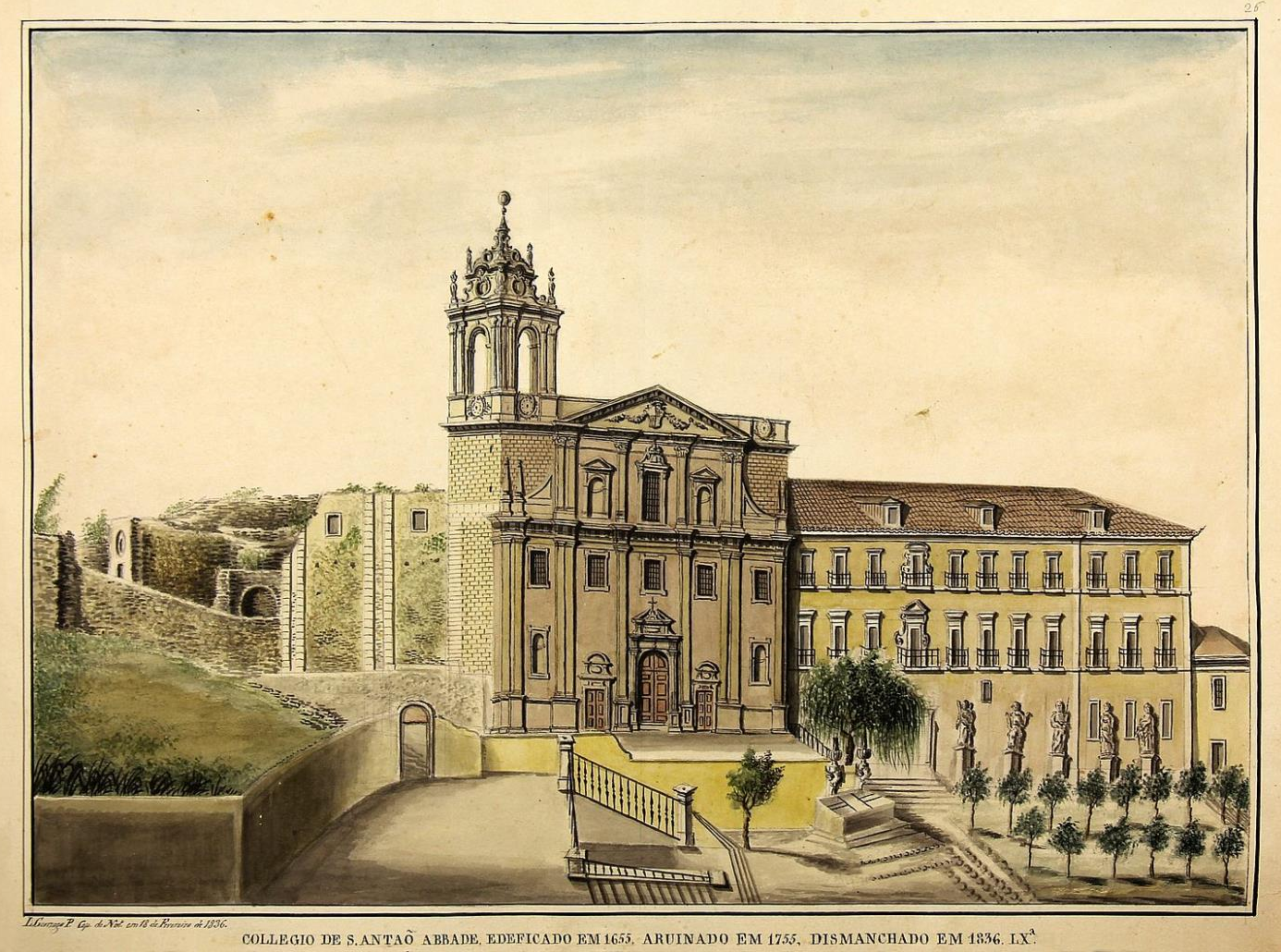
Ehemaliges Jesuitenkolleg Santo Antão (1836 weitgehend abgerissen)

Das Colégio de Santo Antão (o Novo) war ein portugiesisches Jesuitenkolleg in Lissabon, das von 1553 bis zur Vertreibung des Ordens 1759 bestand.
Das Kolleg gehörte zur Kirche des heiligen Antonius (Igreja de Santo Antão), der in Lissabon vermutlich um 1195 an ihrem Standort geboren wurde. Anfangs lag es in der Mouraria bei der älteren Antoniuskapelle, 1655 zog es zum heutigen Standort des großen Universitätskrankenhauses Hospital de São José. Das Kolleg bot die erste kostenfreie Jesuitenschule in Portugal an. Der erste Rektor war der Jesuit Inácio de Azevedo.
1755 wurde die Kirche weitgehend vom Erdbeben zerstört, darauf 1767 wieder aufgebaut; das Kolleg verfügte aber über eine berühmte und bis jetzt erhaltene Aula da Esfera, um wissenschaftliche Neuheiten zu zeigen. Bekannt und bis heute anzusehen sind die Azulejos (Kacheln) mit astronomischen Motiven. Die reich ausgestattete Aula war die bedeutsamste Einrichtung für die mathematische Bildung in Portugal. Vorlesungen wurden von Jesuitenpatres aus Portugal, Italien, Deutschland, Böhmen, England, Irland und den Niederlanden gehalten, und zwar auf Portugiesisch (nicht auf Lateinisch), um auch externe Personen (Kartographen, Seefahrer, Instrumentenbauer, Architekten und andere Techniker) einzubeziehen. Der übrige Teil des zerstörten Kollegs wurde 1836 abgebaut.
Papst Johannes Paul II. besuchte 1982 die Krypta unter der Kirche mit dem Geburtsplatz des hl. Antonius.